# Ctenophthalmus friedericae
Ctenophthalmus friedericae är en loppart som beskrevs av Peus 1977. Ctenophthalmus friedericae ingår i släktet Ctenophthalmus och familjen mullvadsloppor. Inga underarter finns listade i Catalogue of Life.